# AVG AntiVirus
AVG AntiVirus — антивірусне програмне забезпечення розроблене чеською компанією AVG Technologies (раніше відома під назвою Grisoft), підрозділом Avast Software. Програма доступна на платформах Microsoft Windows, OS X та Android. Антивірус має сканер файлів, має змогу перевіряти електронну пошту, та моніторинг системи. Програма містить пошуковий механізм Virus Stalker, яких сертифікований незалежними дослідницькими лабораторіями. 
AVG Antivirus існує у двох версіях:   
- AVG Antivirus Free Edition
- AVG Antivirus Pro Edition

Комерційна версія також ділить на два варіанта: AVG Antivirus Pro и AVG Internet Security. Остання додатково має інструменти запобігання та захисту від Інтернет-атак. 
|                           | AVG Free | AVG Anti-Virus Pro | AVG Internet Security |
| ------------------------- | -------- | ------------------ | --------------------- |
| Anti-Virus & Anti-Spyware | Так      | Так                | Так                   |
| Anti-Rootkit              | Ні       | Так                | Так                   |
| Anti-Spam                 | Ні       | Ні                 | Так                   |
| Firewall                  | Ні       | Ні                 | Так                   |
| Safe Downloads            | Ні       | Так                | Так                   |
| Safe Instant Messaging    | Ні       | Так                | Так                   |
| Safe Search               | Так      | Так                | Так                   |
| Safe Surf                 | Так      | Так                | Так                   |
| Free Support              | Ні       | Так                | Так                   |

## Історія
Бренд AVG походить від першого продукту компанії Grisoft, Anti-Virus Guard, випущеного в 1992 році в Чехії. У 1997 році перші ліцензії AVG були продані в Німеччині та Великобританії. У США AVG був представлений у 1998 році .
Безкоштовна версія AVG допомогла підвищити обізнаність про лінійку продуктів AVG.  У 2006 році пакет безпеки AVG розширився, включивши в себе антишпигунське ПЗ, оскільки AVG Technologies придбала ewido Networks, групу з розробки антишпигунського ПЗ. У грудні 2007 року AVG Technologies придбала Exploit Prevention Labs (XPL) і включила технологію безпечного пошуку і серфінгу LinkScanner цієї компанії в лінійку продуктів безпеки AVG 8.0, випущену в березні 2008 року. У січні 2009 року AVG Technologies придбала компанію Sana Security, розробника програмного забезпечення для запобігання крадіжкам персональних даних. Це програмне забезпечення було включено до лінійки продуктів безпеки AVG у березні 2009 року .
За даними AVG Technologies, компанія має понад 200 мільйонів активних користувачів у всьому світі, в тому числі понад 100 мільйонів, які використовують їхні продукти та послуги на мобільних пристроях.
7 липня 2016 року компанія Avast оголосила про угоду щодо придбання AVG за 1,3 мільярда доларів .